# Дженивольта
Дженивольта (итал. Genivolta) — коммуна в Италии, располагается в регионе Ломбардия, в провинции Кремона.
Население составляет 1086 человек (2008 г.), плотность населения составляет 60 чел./км². Занимает площадь 18 км². Почтовый индекс — 26020. Телефонный код — 0374.
Покровителем коммуны почитается святой Лаврентий, празднование 10 августа.

## Демография
Динамика населения:

## Администрация коммуны
- Официальный сайт: